# Trinitas (Heerenveen)
Trinitas is een kerkgebouw in Heerenveen in de Nederlandse provincie Friesland.

## Beschrijving
De nieuwe kerk van de PKN-gemeente Heerenveen is op 4 juni 2012 in gebruik genomen. Het is gebouwd ter vervanging van drie kerken: de Kruiskerk, de Kerk aan de Fok en de Europalaankerk. De Europalaankerk is nu onderdeel van het gebouw. De naam Trinitas verwijst naar de drie-eenheid van deze kerken. Het orgel is gemaakt door Reil en is ook door hen overgeplaatst vanuit de Kruiskerk.

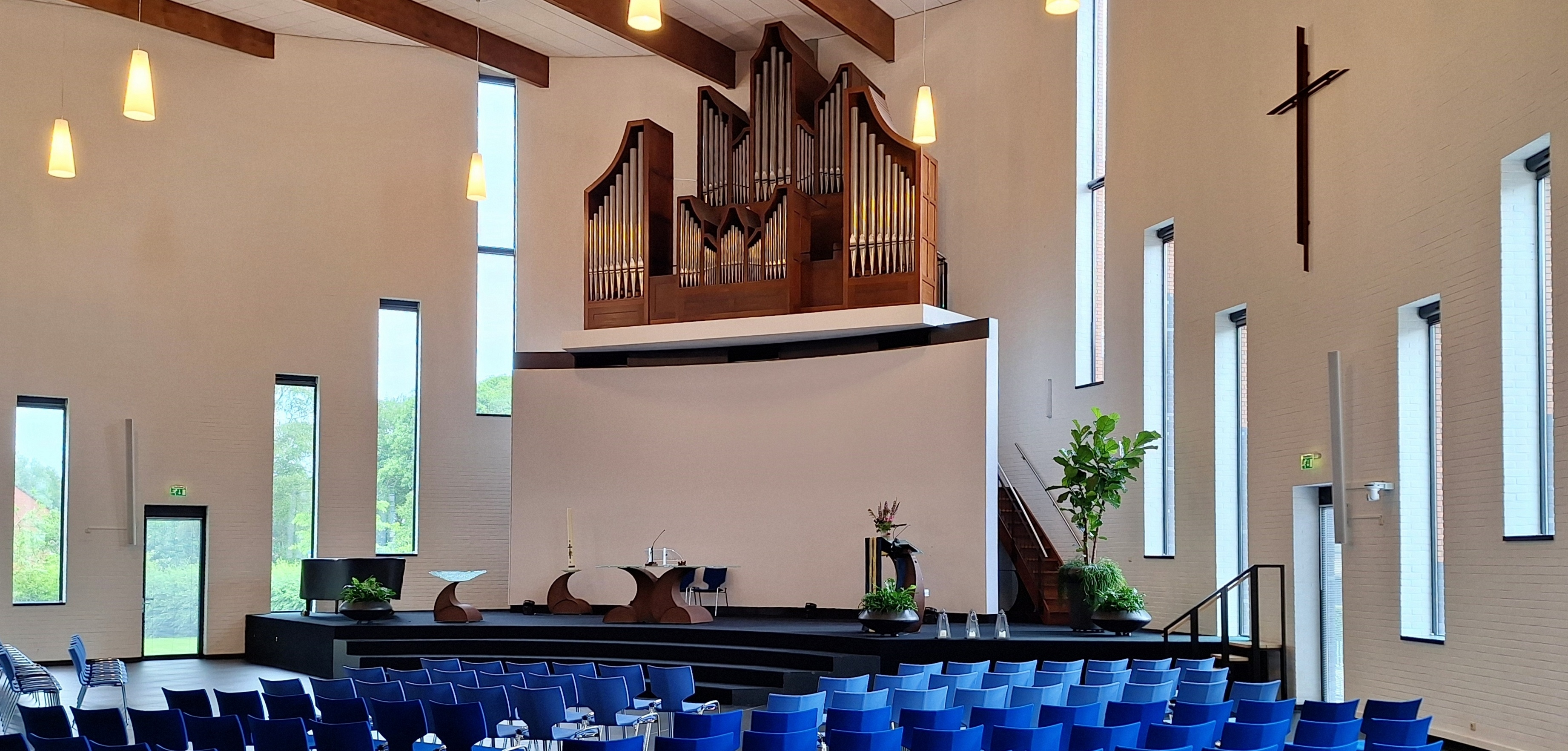
Interieur met orgel (2024)